# Collège Calvin
Das Collège Calvin (bis zum Jahr 1969 «Collège de Genève») ist eine öffentliche Maturitätsschule in der Schweizer Stadt Genf. Sie wurde im Jahr 1559 vom Genfer Reformator Jean Calvin gegründet und gehört damit zu den ältesten öffentlichen Schuleinrichtungen der Welt.
Anders als in Basel, wo vor der Reformation im Jahr 1460 noch die erste Universität der Schweiz gegründet wurde, entschied sich Jean Calvin hundert Jahre später für die Gründung einer unabhängigen Hochschule ohne Universitätsstatus, was nämlich das Einverständnis des Papstes in Rom vorausgesetzt hätte, wodurch er jedoch den Grundstein für das heute älteste Gymnasium der Schweiz legte.

## Geschichte
Das zur Eröffnung 1559 gebaute Haus wurde zunächst mit der ebenfalls 1559 gegründeten Universität Genf (damalige Bezeichnung: «Académie de Genève», da die Institution zu jenem Zeitpunkt noch keinen Universitätsstatus im engeren Sinn besass) gemeinsam genutzt, erst später bezog die Universität eigene Gebäude. Die Schule wurde durch weitere Bauten mehrfach erweitert, so während der Renaissance, im 19. Jahrhundert und zuletzt im Jahr 1987. Im Jahr 1969 bekam die Schule zu Ehren ihres Gründers ihren heutigen Namen, als sie den Zutritt zur Institution auch Mädchen gewährte. Vorher wurde die Schule einfach «le Collège» oder «Collège de Genève» genannt und war die einzige zur Matura führende Schule für Jungen in Genf. 

## Alumni
Zu den Schülern des Collège Calvin zählten in der Mitte des 19. Jahrhunderts unter anderem Henry Dunant und Gustave Moynier, zwei der fünf Mitbegründer des Internationalen Komitees vom Roten Kreuz, sowie zu Beginn des 20. Jahrhunderts der argentinische Schriftsteller Jorge Luis Borges und der schweizerische Schriftsteller Friedrich Glauser.